# Fill Collins Club
De Fill Collins Club (soms ook geschreven als Phil Collins Club) was een legendarische clubavond in de discotheek Red & Blue in Antwerpen, die in 1999 van start ging. Het concept werd bedacht door Peter Decuypere, een bekende naam in het Belgische nachtleven, die ook achter evenementen zoals I Love Techno en de club Fuse zat. De clubavond stond bekend om zijn focus op housemuziek, wat destijds een verfrissende afwisseling was in een scene die vaak gedomineerd werd door techno. Dit zorgde voor een gemengd en breed publiek, mede doordat de muziek als “zachter” en vrouwvriendelijker werd ervaren.
Belangrijke punten over de Fill Collins Club:
- Locatie: Red & Blue, Lange Schipperskapelstraat 11-13, Antwerpen.
- Start: 1 januari 1999, een gedurfde keuze omdat vrijdagavonden toen vaak rustig waren in het Antwerpse nachtleven.
- Muziek en sfeer: De clubavond draaide om housemuziek, met resident-dj’s Jan Van Biesen en D’Stefanie die de dansvloer op gang hielden. De herkenbaarheid van vaste dj’s was een sleutel tot het succes.
- Geschiedenis: Na twee succesvolle jaren droeg Decuypere het concept over aan Red & Blue. De clubavond kende een revival in de jaren 2010 en maakte in september 2023 een comeback onder leiding van clubeigenaar Nourdin Ben Sellam. De focus bleef op housemuziek om een tegenwicht te bieden aan de techno-dominantie in Antwerpen.
- Reputatie: De Fill Collins Club werd geprezen om zijn energieke sfeer en werd een nostalgisch symbool voor het Antwerpse nachtleven rond de eeuwwisseling. In 2012 werd het concept nog eens herbeleefd tijdens het evenement “From Disco to Disco,” waarbij meerdere legendarische Antwerpse clubs werden gereactiveerd.

Huidige status: In 2023 keerde de Fill Collins Club terug met een nieuwe editie op de laatste zaterdag van elke maand, te beginnen op 30 september 2023 met gast-dj Todd Terry. Meer informatie is te vinden via de website van Red & Blue of Cargo Club (cargoclub.be).
Opmerkingen:
- De naam “Fill Collins Club” is een speelse verwijzing naar de beroemde muzikant Phil Collins, al heeft de clubavond geen directe connectie met hem of zijn muziek.
- Er bestond ook kortstondig een ander concept, de Joan Collins Club, in dezelfde locatie, maar dit was een ander initiatief dat in 2006 werd gelanceerd.

Als je meer specifieke details wilt, zoals evenementdata, dj-line-ups, of recente updates, laat het me weten! Ik kan ook zoeken naar actuele informatie als dat nodig is.